# Melitta udmurtica
Melitta udmurtica är en biart som beskrevs av Sitdikov 1986. Melitta udmurtica ingår i släktet blomsterbin, och familjen sommarbin. IUCN kategoriserar arten globalt som otillräckligt studerad. Inga underarter finns listade i Catalogue of Life.